# Port lotniczy Mhlume
Port lotniczy Mhlume (ang. Mhlume Airport, ICAO: FDMH) – port lotniczy położony blisko Mhlume (Eswatini).